# Dos monos (Bruegel)
Dos monos o dos monos encadenados es una pintura de 1562 del artista renacentista holandés y flamenco Pieter Bruegel el Viejo. La obra se encuentra ahora en la Gemäldegalerie ( Galería de Pintura ) de los Museos Estatales de Berlín .

## Análisis
El cuadro representa a dos monos encadenados a una argolla de hierro bajo un arco. Detrás de ellos, en el fondo, se encuentra la ciudad de Amberes. Los monos son cercocebus torquatus y, debido a la condición de ciudad portuaria de Amberes, probablemente fueron sacados de su hábitat natural por comerciantes de animales.
Es probable que Bruegel tomase el símbolo de los dos monos encadenados del artista italiano del Quattrocento Gentile da Fabriano en su obra La Adoración de los Reyes Magos. En esa obra, se ven dos monos encadenados de forma similar bajo el arco central. Según el crítico de arte Kelly Grovier, Bruegel utilizó los monos encadenados para simbolizar las locuras de los hombres y cómo se encadenan entre sí y a sí mismos, paralelizando y reinventando al mismo tiempo el significado de la obra de Gentile. Margaret A. Sullivan, de la Universidad Estatal de Montana, lo corrobora, afirmando que los dos monos se consideran una "pequeña alegoría" de los "pecadores insensatos, y su encarcelamiento es el resultado de una actitud inmoderada hacia la riqueza material". En concreto, Sullivan considera que el mono izquierdo simboliza la avaricia y la codicia, mientras que el mono derecho representa la prodigalidad. Sullivan sacó estas conclusiones basándose en la observación de que Dos monos presenta un "parecido fundamental" con otro cuadro de Bruegel, Dull Griet (Maga loca).

## Exhibición
Con motivo del 450 aniversario de la muerte de Bruegel, Dos monos, junto con otras obras, se expuso en Bruegel - La mano del maestro en el Kunsthistorisches Museum de Viena del 2 de octubre de 2018 al 13 de enero de 2019. Para la exposición, la Gemäldegalerie realizó un análisis técnico en profundidad del cuadro entre enero y agosto de 2017. Los métodos de examen incluyeron la datación por anillos de árboles; la investigación con estereomicroscopio; y los análisis de radiación UV, imágenes de rayos X, reflectografía infrarroja y fluorescencia de rayos X. Como resultado, el restaurador y copista del museo Bertram Lorenz pudo reconstruir la pintura.

## Obras relacionadas
La poeta polaca y ganadora del Premio Nobel Wisława Szymborska escribió el poema "Dos monos de Bruegel" describiendo su reacción ante la pintura.